# Trofeo Matteotti 1996
Il Trofeo Matteotti 1996, cinquantunesima edizione della corsa, si svolse il 4 agosto 1996 su un percorso di 203 km, con partenza e arrivo a Pescara, in Italia. La vittoria fu appannaggio dell'italiano Andrea Ferrigato, che completò il percorso in 4h59'57", alla media di 40,607 km/h, precedendo i connazionali Alberto Elli e Massimo Podenzana.

## Ordine d'arrivo (Top 10)
| Pos. | Corridore            | Squadra                           | Tempo    |
| ---- | -------------------- | --------------------------------- | -------- |
| 1    | Andrea Ferrigato     | Roslotto-ZG Mobili                | 4h59'57" |
| 2    | Alberto Elli         | MG Maglificio-Technogym           | s.t.     |
| 3    | Massimo Podenzana    | Carrera Jeans                     | s.t.     |
| 4    | Mirco Gualdi         | Polti                             | a 0'13"  |
| 5    | Massimo Donati       | Saeco-Estro-AS Juvenes San Marino | a 0'15"  |
| 6    | Vjačeslav Džavanjan  | Roslotto-ZG Mobili                | a 2'09"  |
| 7    | Sergej Uslamin       | Refin-Mobilvetta                  | a 3'28"  |
| 8    | Davide Rebellin      | Polti                             | s.t.     |
| 9    | Alessandro Calzolari | Mapei-GB                          | s.t.     |
| 10   | Angelo Citracca      | Ideal-Aster Lichy                 | s.t.     |